# 竹内誠 (歴史学者)
竹内 誠（たけうち まこと、1933年10月29日 - 2020年9月6日）は、日本の歴史学者・江戸時代学者、徳川林政史研究所名誉所長、江戸東京博物館名誉館長、東京学芸大学名誉教授。

## 経歴
出生から修学期
1933年、東京府東京市日本橋区（現在の東京都中央区）で生まれた。東京教育大学（現・筑波大学）文学部日本史学専攻に進学し、西山松之助に師事した。1957年に卒業。同大学大学院文学研究科に進み、1963年に博士課程を単位取得満期退学。
日本近世史研究者として
その後は、徳川林政史研究所に主任研究員として勤務。その後信州大学助教授に転じ、1970年より東京学芸大学助教授を務めた。
1977年に学位論文『寛政改革の研究』を東京教育大学に提出して文学博士号を取得。のち教授昇格。1998年に東京学芸大学を定年退官し、名誉教授となった。
1998年4月からは立正大学教授を務めた。2002年、江戸東京博物館館長に就任。2016年に館長を退任し、名誉館長をとなった。2020年9月6日、呼吸不全のために死去。86歳没。

## 受賞・栄典
- 2012年：東京都中央区名誉区民顕彰者に選ばれた[1]。
- 2016年：第67回NHK放送文化賞を受賞[5]。リオデジャネイロオリンピック閉会式「フラッグハンドオーバーセレモニー」検討メンバー（アドバイス担当）[6]。

## 研究内容・業績
専門は日本近世史。1999年度のNHK大河ドラマ『元禄繚乱』では時代考証を担当した。
大相撲の新弟子教育施設である相撲教習所では、「相撲史」教養講座の講師を務めていた。

## 著作
著書
- 『江戸と大坂』(大系日本の歴史 10) 小学館 1989
  - 選書化 小学館ライブラリー
- 『忠臣蔵の時代 : NHK大河ドラマ『元禄繚乱』の歴史・文化ガイド』日本放送出版協会 1998
- 『江戸の盛り場・考 ：浅草・両国の聖と俗』教育出版(江戸東京ライブラリー) 2000
- 『元禄人間模様：変動の時代を生きる』角川選書 2000
  - 選書化 吉川弘文館(読みなおす日本史) 2024[7]
- 『現代に生きる江戸談義十番』小学館 2003
- 『江戸は美味い：「大江戸談義」十八番勝負』小学館 2008
- 『寛政改革の研究』吉川弘文館 2009[8]

共編著
- 『江戸ッ子の生態』(江戸三百年 2) 西山松之助共編、講談社現代新書 1975
- 『わが町の歴史・越谷』本間清利共著、文一総合出版(わが町の歴史シリーズ) 1984
- 『江戸名所図屏風の世界』小木新造共編、岩波書店(ビジュアルブック江戸東京) 1992

- 『文化の大衆化』(日本の近世 14) 中央公論社 1993
- 『近世都市江戸の構造』三省堂 1997
- 『徳川幕府事典』東京堂出版 2003
- 『日本近世人名辞典』深井雅海共編 吉川弘文館 2005
- 『東京の地名由来辞典』東京堂出版 2006